# Phyllanthus vulcani
Phyllanthus vulcani är en emblikaväxtart som beskrevs av André Guillaumin. Phyllanthus vulcani ingår i släktet Phyllanthus och familjen emblikaväxter.

## Underarter
Arten delas in i följande underarter:
- P. v. baumannii
- P. v. vulcani